# Максютіна Ніна Павлівна
Максютіна Ніна Павлівна (19.02.1925–17.11.2015) — фітохімік, фармакогност, доктор хімічних наук (1972), професор (1972), лауреат премії Всесоюзного товариства винахідників і раціоналізаторів серед жінок (1982), заслужений діяч науки і техніки України (2004)
Учасник Великої Вітчизняної війни (1941—1945)

## Біографія
Максютіна Ніна Павлівна народилась 19 лютого 1925 року в слободі Микитівка Микитівського району Белгородської області в селянській родині. Батько і старший брат Ніни Павлівни загинули в роки війни, тому їй в житті довелося розраховувати тільки на свої сили.
У 1944 році після закінчення з відзнакою середньої школи без екзаменів вступила до Харківського фармацевтичного інституту (нині Національний фармацевтичний університет), який закінчила в 1948 році.
З 1948 року Максютіна Н. П. працювала у Харківському науково-дослідному хіміко-фармацевтичному інституті (ХНІХФІ) спочатку на посаді лаборанта, потім — молодшого наукового співробітника лабораторії фітохімії, а у 1950—1966 роках на посаді старшого наукового співробітника.
У 1966—1992 рр. Ніна Павлівна займала посаду завідувача кафедри фармацевтичної хімії Київського інституту удосконалення лікарів (нині Національна медична академія післядипломної освіти (НМАПО) імені П. Л. Шупика. З 1992 до 1999 року — професор кафедри фармацевтичної хімії й фармакогнозії, з 2000 року — професор кафедри контролю якості і стандартизації лікарських засобів НМАПО імені П. Л. Шупика.
1999—2003 рр. Максютіна Ніна Павлівна працювала у Національному медичному університеті імені О. О. Богомольця на посаді завідувача секції фармакогнозії й ботаніки кафедри фармації. З 2003 займала посаду професора кафедри фармакогнозії й ботаніки Національного медичного університету імені О. О. Богомольця.
Померла 17.11.2015 в місті Києві.

## Напрямки наукових досліджень
- фітохімічні дослідження;
- створення лікарських препаратів рослинного походження й лікувальних біологічно активних речовин для харчових добавок;
- фармацевтичний аналіз.

## Наукова діяльність та досягнення
Свій творчий шлях в науці Ніна Павлівна почала в Харківському науково-дослідному хіміко-фармацевтичному інституті (ХНДХФІ). З 1950 року отримала окрему тему з виконання кандидатської дисертації «Хімічні дослідження серцевих глікозидів рослин родини хрестоцвітних». Саме у фітохімічній лабораторії ХНДХФІ в 50-ті роки Н. П. Максютіна освоїла методи фітохімічних досліджень лікарських рослин, виділення і встановлення хімічної структури карденолідів, гідроксикорічних кислот, кумаринів і фурокумаринов, рослинних антиоксидантів, флавоноїдів, поліфенолів і полісахаридів.
У 1954 році Н. П. Максютіна захистила кандидатську дисертацію «Получение и химическое изучение сердечных гликозидов сирении узколистной», отримавши вчений ступінь кандидата фармацевтичних наук.
У ці роки (1948—1966) Н. П. Максютіна головним напрямком досліджень обрала фітохімічні, хроматографічні, аналітичні та ресурсоведческіе аспекти вивчення рослини родин хрестоцвітних, звіробійних, бобових і зонтичних з метою виявлення джерел сировини з високим вмістом діючих речовин, придатних для впровадження у виробництво. Максютіна Н. П. розробила новий експресний хроматографічний метод, що дозволив в короткий термін дослідити понад 700 об'єктів чотирьох родин і виявити 22 види, перспективних для практичного використання в медичній практиці. У числі найбільш доступних: 4 сорти пастернаку, три види солодки, два види звіробою, по одному виду козлятника і астрагала.
У 1966 р Н. П. Максютіна очолила кафедру фармацевтичної хімії Київського інституту удосконалення лікарів (нині — Національна медична академія післядипломної освіти ім. П. Л. Шупика; НМАПО). Займала посаду завідувача кафедри більш як 30 років та продовжила наукові дослідження серцевих і флавоноїдних О-глікозидів, У 1972 году захистила дисертацію на здобуття наукового ступенів доктора хімічних наук «Химические исследования некоторых О-гликозидов и создание на их основе новых лекарственных препаратов». В цьому ж році їй було присвоєно звання професора за фахом «фармацевтична хімія та фармакогнозія».
Н. П. Максютіна — автор понад 360 наукових робіт, з них — 8 монографій, 29 патентів і авторських свідоцтв на винаходи.
За 64 роки наукової та педагогічної діяльності нею створена школа фітохімік і фармацевтів. Під її керівництвом захищено 5 докторських і 19 кандидатських дисертацій.
Ніна Павлівна неодноразово обиралася членом правління Всесоюзніх та Українськіх наукових фармацевтичних товариств, проблемних комісій «Фармація» Міністерства охорони здоров'я СРСР і України. Вона була членом редакційної колегії «Фармацевтичного журналу», а також Спеціалізованої вченої ради по захисту дисертацій в НМАПО ім. П. Л. Шупика.
Як вчений Н. П. Максютіна: вперше виявила понад 20-ти раніше невідомих складних глікозидів двох нових груп — ацетильованих сінаповою кислотою стероїдних тріозідов і карбоксильованих поліфенольних глікозидів, що впливають на їх біологічну активність; внесла істотний внесок в розвиток фармацевтичної хімії і фармакогнозії, хімії природних біологічно активних речовин, фармацевтичного аналізу, зокрема, стероїдних і поліфенольних О-глікозидів, полісахаридних детоксикантів, природних вітамінів, флавоноїдних антиоксидантів і модульованих форм на основі флавоноїдного агликона кверцетину;
Агликон рутину - кверцетин, Максютіною Н. П. був вперше отриманий з трави гречки в 1955 році і перший лікарський препарат на його основі  - «Таблетки кверцетину», виготовлявся на дослідному заводі ХНДХФІ, а потім в 1965 році на Ташкенскому хіміко-фармацевтичному заводі. Дві нові лікарські форми — «Гранули кверцетину», а також «Корвітин для ін'єкцій» Максютіна Н. П. розробила в 1987—1989 роках, працюючи в Національній медичній академії післядипломної освіти ім. П. Л. Шупика. Обидва препарати кверцетину впроваджено на ПАТ НВЦ «Борщагівський хімфармзавод» в 1998 та 2003 роках, відповідно. 
Вперше Максютіна Н. П. разом зі співавторами було виявлено імуномодулюючу дію кверцетину, кемпферол і гранул кверцетину при їх дослідженні в Московському науково-дослідному інституті ім. Гамалія.
Абсолютно нова форма кверцетину — «Корвітин [Архівовано 22 липня 2019 у Wayback Machine.] для ін'єкцій» — була розроблена Ніною Павлівною спільно з співавторами. Цей препарат застосовується для лікування гострого інфаркту міокарда, ішемічних захворювань різного генезу — в неврології, ендокринології, нефрології та ін. Нині цей перший в світі кардіопротектор нового покоління почала випускати фармацевтична промисловість України.
Ніна Павлівна Максютіна внесла істотний внесок в розвиток фармакогнозії, фармацевтичної хімії, хімії та фармацевтичного аналізу. Багато уваги вона приділяла розробці лікарських і лікувально-профілактичних засобів на основі рослинної сировини. Так, на його основі були розроблені 16 лікарських препаратів і більше 40 лікувально-профілактичних засобів. Частина з них випускається вітчизняними підприємствами і виробниками.
Вперше Н. П. Максютіна був запропонований поліамідний сорбент капрон для препаратівного виділення поліфенольних сполук з рослинних об'єктів; розроблений експресний хроматографический метод аналізу глікозидів, що дозволяє проводити дослідження глікозидів без попереднього ізолювання їх; новий метод переривчастого багатоступінчастого гідролізу глікозидів, що дозволяє ізольовано отримувати продукти часткового гідролізу з різних форм вихідних глікозидів і на підставі їх структури визначати хімічний склад складних глікозидних форм вихідних глікозидів.
Багатьом, як на Україні, так і за кордоном, відомі такі лікарські форми, розроблені Н. П. Максютіна: кверцетин в таблетках і в гранулах, «Корвітин для ін'єкцій», Пастернін, Пастинацин, Бероксан, Плантаглюцид, Фларонін, Флассілін, гіперозид, вітапектину, медове желе «Віта», Фітосорбент, Арктан, Арктолігнан, Софора, Робінія, Тіліа, Тіліавіт, Енерговітал, ціла серія «Фітосорбінов-Планта» і безліч інших.

## Основні праці
- Получение и химическое изучение сердечных гликозидов сирении узколистной (канд. дис.). — М., 1954;
- Химические исследования некоторых О-гликозидов и создание на их основе новых лекарственных препаратов (докт. дис.). — Ташкент, 1972;
- Идентификация фармацевтических препаратов. — К., 1978 (співавт.);
- Методы анализа лекарств. — К., 1984 (співавт.);
- Растительные лекарственные средства. — К., 1985;
- Фитотерапия в комплексном лечении внутренних органов. — К., 1991;
- Справочник провизора-аналитика. — К., 1989 (співавт.);
- Авт. свид. № 1660247 СССР, МКИ A 61K 9/10, 47/06. Способ получения твердой дисперсии // Открытия. Изобретения. — 1991. — № 24 (співавт.);
- Авт. свид. № 185456 СССР, МПК A 61K 35/78. Способ получения Плантаглюцида [Архівовано 22 липня 2019 у Wayback Machine.] // Открытия. Изобретения. — 1966. — № 17 (співавт.);
- Використання нових лікарських форм кверцетину при ішемічних та радіаційних ушкодженнях: Метод. реком. — К., 2000 (співавт.);
- Патент України № 23996, А 61К9/14, А61К 35/68. С 08F271/02, «Спосіб отримання корвітину». Дата публікації: 15.12.2000. — Бюл. № 7;
- Патент України № 38504 А, А61К 9/14, А61К 35/68, А61К 31/455, Кардіопротекторний засіб для лікування гострого інфаркту міокарда, спосіб його отримання та спосіб його застосування. Дата публікації: 17.03.2003. — Бюл. № 2.
- Максютина Н. П.; Мойбенко А. А.; Мохорт Н. А. и др. Биофлавоноиды как органопротекторы. Кверцетин. Корвитин. Квертин.- К.: Наукова думка, 2012. - 273 с.
- Історія розробки препарату «Корвітин» – розчинної форми кверцетину / Н. Максютіна, Л. Пилипчук, Л. Безпалько, А. Шаламай // Вісник фармакології та фармації. – 2007. – № 5. – С. 31–38.